# Cesare Ligari
Cesare Ligari (Milano, 28 aprile 1716 – Como, 12 aprile 1770) è stato un pittore italiano, di ambito lombardo-veneto.

## Biografia
Figlio del noto pittore valtellinese Pietro Ligari, artista di impronta marcatamente classicista con slanci coloristici legati alla pittura d'oltralpe, Cesare ricevette i primi rudimenti di pittura direttamente dal padre.
Nel 1736 si recò a Venezia come allievo di Giambattista Pittoni e poi nella bottega del Piazzetta. Lasciata la città lagunare diede subito prova delle sue doti di bravo pittore con alcune opere per chiese valtellinesi. Il Serpente di bronzo conservato alla Pinacoteca Ambrosiana di Milano, databile agli anni 40 del Settecento, manifesta chiaramente gli influssi dei pittori veneti e in particolare del colorismo tiepolesco. Proprio a Tiepolo era stata erroneamente attribuita una tela da lui eseguita durante il suo periodo milanese Cena in Emmaus oggi conservata nella chiesa di San Filippo a Torino.
Nel 1744 tornò in Valtellina dove convolò a nozze con Lucrezia Brisa di Morbegno che gli diede 11 figli.
Del 1758 sono gli affreschi, tra le sue prove migliori, del presbiterio della Parrocchiale di Domaso. Raffigurano storie del santo titolare, Bartolomeo, inquadrate in una complessa cornice prospettica con finte statue e capricci architettonici a monocromo, opera del milanese Felice Biella, al quale si deve anche la finta cupola sopra l'altar maggiore. Il colorismo, qui ancora veneto e tiepolesco, è, però, influenzato dallo stile "internazionale" di Carlo Carloni.
I suoi capolavori sono del 1761: due affreschi presenti nel piccolo e sontuoso Palazzo Malacrida nel cuore antico del borgo di Morbegno.
Qui Cesare decorò due soffitti in collaborazione con il noto quadraturista Giuseppe Coduri (vedi chiesa di San Filippo a Lodi) il venezianeggiante Trionfo della Verità sopra l'Ignaranza tramite le Arti e le Scienze e il graziosissimo affresco Le tre Grazie.
Non apprezzato come meritava dagli antiquati committenti valtellinesi, che ricercavano in lui il solido classicismo del padre e non capivano pienamente il gusto veneto della decorazione e del colore, si trasferì nel comasco dove per altro non ebbe miglior sorte. Morì in povertà nel 1770.
Cesare, dal carattere brillante, amava vestirsi con eleganza ed era un abile suonatore di violino. È da annoverare tra i migliori artisti del Settecento lombardo.